# ريبيكا جيلمان
ريبيكا جيلمان (بالإنجليزية: Rebecca Gilman)‏ هي كاتبة مسرحية وكاتِبة أمريكية، ولدت في 1964 في برمنغهام في الولايات المتحدة.

## وصلات خارجية
- ريبيكا جيلمان على موقع IMDb (الإنجليزية)
- ريبيكا جيلمان على موقع قاعدة بيانات برودواي على الإنترنت (الإنجليزية)